# Sarphatistraat 6
Het pand Sarphatistraat 6 is een statig herenhuis aan de Sarphatistraat te Amsterdam-Centrum. 
Het gebouw diende door de jaren heen als woonhuis en kantoorruimte. Er was bijvoorbeeld een curator gevestigd, er vond administratie plaats voor Compagnie Internationale des Wagons-Lits en er was een reisbureau gespecialiseerd in reizen naar Israël (Isra-Tours) gevestigd. Kunstenaar Simon Maris heeft er enige tijd gewoond.
De architect W.F. Draijer was beter bekend als makelaar, die werkte vanuit de Haarlemmer Houttuinen. Hij ontwierp een pand in de bouwstijl van de neorenaissance, dat met haar pilasters en natuurstenen begane grond aansluit bij Sarphatistraat 4. Boven het raam van de eerste verdieping is een beeldje te zien. Echter waar de ramen van nummer 4 rechthoekig zijn, zijn de ramen van nummer 6 voorzien van een boogconstructie. In 2015 heeft Humanitas een deel van het gebouw in gebruik.